# Kozielice, Hạt Pyrzyce
Kozielice [kɔʑɛˈlit͡sɛ] (trước đây là Köselitz của Đức) là một ngôi làng ở hạt Pyrzyce, West Pomeranian Voivodeship, ở phía tây bắc Ba Lan. Đó là chỗ ngồi của gmina (khu hành chính) được gọi là Gmina Kozielice. Nó nằm khoảng 6 kilômét (4 mi) phía tây nam Pyrzyce và 39 km (24 mi) về phía đông nam của thủ đô khu vực Szczecin.
Trước năm 1945, khu vực này là một phần của Đức. Đối với lịch sử của khu vực, xem Lịch sử của Pomerania.